# Campeonato Mundial Júnior de Natação de 2015
O Campeonato Mundial Júnior de natação de  2015 foi a quinta edição do Campeonato Mundial Júnior de Natação sendo realizado em Singapura, de 25 de agosto a 30 de agosto de 2015. O campeonato contou com  meninas nascidas entre 1998 e 2001 e meninos nascidos entre 1997 e 2000. 

## Resultados

### Masculino
| Evento                | Ouro | Ouro      | Prata | Prata    | Bronze | Bronze   |
| --------------------- | --- | --------- | --- | -------- | --- | -------- |
| Nado livre            | |           | |          | |          |
| 50 m                  | Kyle Chalmers · Austrália                                                                                            | 22.19     | Michael Andrew · Estados Unidos                                                                                    | 22.36    | Giovanni Izzo · Itália                                                                                                   | 22.55    |
| 100 m                 | Kyle Chalmers · Austrália                                                                                            | 48.47     | Maxime Rooney · Estados Unidos                                                                                     | 48.87    | Felipe Souza · Brasil | 49.30    |
| 200 m                 | Maxime Rooney · Estados Unidos                                                                                       | 1:47.78   | Grant Shoults · Estados Unidos                                                                                     | 1:48.42  | Ernest Maksumov · Rússia                                                                                                 | 1:48.68  |
| 400 m                 | Grant Shoults · Estados Unidos                                                                                       | 3:48.91   | Yang Jintong · China                                                                                               | 3:50.05  | Qiu Ziao · China | 3:50.99  |
| 800 m                 | Yang Jintong · China                                                                                                 | 7:55.19   | Cesar Castro · Espanha                                                                                             | 7:57.21  | Ernest Maksumov · Rússia                                                                                                 | 7:57.40  |
| 1500 m                | Brandonn Almeida · Brasil                                                                                            | 15:15.88  | Taylor Abbott · Estados Unidos                                                                                     | 15:16.35 | Cesar Castro · Espanha                                                                                                   | 15:17.10 |
| Nado costas           | |           | |          | |          |
| 50 m                  | Michael Andrew · Estados Unidos                                                                                      | 25.13     | Javier Acevedo · Canadá                                                                                            | 25.46    | Mohamed Samy · Egito · Robinson Molina · Venezuela                                                                       | 25.54    |
| 100 m                 | Robert Glinţă · Roménia                                                                                              | 54.30     | Michael Taylor · Estados Unidos                                                                                    | 54.64    | Luke Greenbank · Reino Unido                                                                                             | 54.81    |
| 200 m                 | Hugo González · Espanha                                                                                              | 1:58.11   | Michael Taylor · Estados Unidos                                                                                    | 1:58.39  | Austin Katz · Estados Unidos                                                                                             | 1:58.51  |
| Nado peito            | |           | |          | |          |
| 50 m                  | Andrius Šidlauskas · Lituânia                                                                                        | 27.99     | Nicolo Martinenghi · Itália                                                                                        | 28.03    | Nikola Obrovac · Croácia                                                                                                 | 28.11    |
| 100 m                 | Anton Chupkov · Rússia                                                                                               | 1:00.19   | Reece Whitley · Estados Unidos                                                                                     | 1:01.00  | Andrius Šidlauskas · Lituânia                                                                                            | 1:01.26  |
| 200 m                 | Anton Chupkov · Rússia                                                                                               | 2:10.19   | Matthew Wilson · Austrália                                                                                         | 2:11.23  | Ippei Miymoto · Japão | 2:11.59  |
| Nado borboleta        | |           | |          | |          |
| 50 m                  | Andrii Khloptsov · Ucrânia                                                                                           | 23.64     | Michael Andrew · Estados Unidos                                                                                    | 23.84    | Daniil Pakhomov · Rússia                                                                                                 | 23.89    |
| 100 m                 | Daniil Pakhomov · Rússia                                                                                             | 52.28     | Vinicius Lanza · Brasil                                                                                            | 52.88    | Daniil Antipov · Rússia                                                                                                  | 52.99    |
| 200 m                 | Nao Horomura · Japão                                                                                                 | 1:56.80   | Daniil Pakhomov · Rússia                                                                                           | 1:56.93  | Mike Thomas · Estados Unidos                                                                                             | 1:57.61  |
| Nado medley           | |           | |          | |          |
| 200 m                 | Clyde Lewis · Austrália                                                                                              | 2:00.15   | Daniel Sos · Hungria                                                                                               | 2:01.78  | Sean Grieshop · Estados Unidos                                                                                           | 2:01.83  |
| 400 m                 | Sean Grieshop · Estados Unidos                                                                                       | 4:15.67   | Brandonn Almeida · Brasil                                                                                          | 4:17.06  | Hugo González · Espanha                                                                                                  | 4:18.14  |
| Revezamento           | |           | |          | |          |
| 4 × 100 m nado livre  | Austrália · Vincent Dai (50.03) · Kyle Chalmers (48.41) · Brayden McCarthy (49.66) · Jack Cartwright (49.29)         | 3:17.39   | Estados Unidos · Ryan Hoffer (49.97) · Daniel Krueger (49.50) · Michael Jensen (50.51) · Maxime Rooney (48.44)     | 3:18.42  | Itália · Alessandro Bori (50.11) · Giovanni Izzo (49.54) · Ivano Vendrame (49.87) · Alessandro Miressi (49.06)           | 3:18.58  |
| 4 × 200 m nado livre  | Estados Unidos · Grant Shoults (1:48.10) · Maxime Rooney (1:46.55) · Sean Grieshop (1:49.82) · Grant House (1:49.29) | 7:13.76 , | Austrália · Damian Fyfe (1:50.03) · Clyde Lewis (1:48.34) · Kyle Chalmers (1:50.13) · Joshua Parrish (1:49.26)     | 7:17.76  | Rússia · Ernest Maksumov (1:48.99) · Elisei Stepanov (1:48.81) · Daniil Antipov (1:51.10) · Aleksandr Prokofev (1:50.55) | 7:19.45  |
| 4 × 100 m nado medley | Rússia · Roman Larin (55.50) · Anton Chupkov (59.84) · Daniil Pakhomov (51.74) · Vladislav Kozlov (49.36)            | 3:36.44 , | Estados Unidos · Michael Taylor (55.39) · Reece Whitley (1:00.82) · Michael Andrew (52.75) · Maxime Rooney (48.55) | 3:37.51  | Austrália · Clyde Lewis (55.85) · Matthew Wilson (1:01.81) · Brayden McCarthy (54.17) · Kyle Chalmers (48.38)            | 3:40.21  |

### Feminino
| Evento                | Ouro | Ouro      | Prata | Prata    | Bronze | Bronze   |
| --------------------- | --- | --------- | --- | -------- | --- | -------- |
| Nado livre            | |           | |          | |          |
| 50 m                  | Mariia Kameneva · Rússia                                                                                                | 25.12     | Rikako Ikee · Japão                                                                                                | 25.19    | Shayna Jack · Austrália | 25.24    |
| 100 m                 | Taylor Ruck · Canadá | 53.92     | Penny Oleksiak · Canadá                                                                                            | 54.65    | Arina Openysheva · Rússia | 54.78    |
| 200 m                 | Taylor Ruck · Canadá | 1:57.87   | Arina Openysheva · Rússia                                                                                          | 1:58.28  | Hannah Cox · Estados Unidos | 1:59.28  |
| 400 m                 | Tamsin Cook · Austrália                                                                                                 | 4:06.17   | Sierra Schmidt · Estados Unidos                                                                                    | 4:07.47  | Linda Caponi · Itália | 4:07.73  |
| 800 m                 | Sierra Schmidt · Estados Unidos                                                                                         | 8:27.55   | Simona Quadarella · Itália                                                                                         | 8:29.79  | Holly Hibbott · Reino Unido | 8:31.56  |
| 1500 m                | Simona Quadarella · Itália                                                                                              | 16:05.61  | Sierra Schmidt · Estados Unidos                                                                                    | 16:12.84 | Gabrielle Kopenski · Estados Unidos                                                                                                   | 16:21.15 |
| Nado costas           | |           | |          | |          |
| 50 m                  | Gabrielle Fa'amausili · Nova Zelândia                                                                                   | 27.81 ,   | Minna Atherton · Austrália                                                                                         | 27.83    | Danielle Hanus · Canadá | 28.26    |
| 100 m                 | Minna Atherton · Austrália                                                                                              | 59.58 ,   | Claire Adams · Estados Unidos                                                                                      | 1:00.19  | Bobbi Gichard · Nova Zelândia | 1:00.42  |
| 200 m                 | Minna Atherton · Austrália                                                                                              | 2:09.11   | Liu Yaxin · China                                                                                                  | 2:09.44  | Taylor Ruck · Canadá | 2:09.49  |
| Nado Peito            | |           | |          | |          |
| 50 m                  | Viktoriya Zeynep Gunes · Turquia                                                                                        | 30.78     | Sophie Hansson · Suécia                                                                                            | 31.18    | Katie Matts · Reino Unido | 31.66    |
| 100 m                 | Viktoriya Zeynep Gunes · Turquia                                                                                        | 1:06.77   | Sophie Hansson · Suécia                                                                                            | 1:07.77  | Katie Matts · Reino Unido | 1:07.96  |
| 200 m                 | Viktoriya Zeynep Gunes · Turquia                                                                                        | 2:19.64 , | Maria Astashkina · Rússia                                                                                          | 2:24.57  | Sofia Andreeva · Rússia | 2:24.88  |
| Nado borboleta        | |           | |          | |          |
| 50 m                  | Rikako Ikee · Japão | 26.28     | Penny Oleksiak · Canadá                                                                                            | 26.45    | Mariia Kameneva · Rússia | 26.47    |
| 100 m                 | Rikako Ikee · Japão | 58.28     | Penny Oleksiak · Canadá                                                                                            | 58.50    | Gemma Cooney · Austrália | 58.98    |
| 200 m                 | Wang Siqi · China | 2:08.24   | Tamsin Cook · Austrália                                                                                            | 2:08.86  | Hannah Kukurugya · Estados Unidos | 2:10.08  |
| Nado medley           | |           | |          | |          |
| 200 m                 | Viktoriya Zeynep Gunes · Turquia                                                                                        | 2:11.03 , | Mary-Sophie Harvey · Canadá                                                                                        | 2:12.37  | Georgia Coates · Reino Unido | 2:12.74  |
| 400 m                 | Rosie Rudin · Reino Unido                                                                                               | 4:39.01 , | Georgia Coates · Reino Unido                                                                                       | 4:39.94  | Africa Zamorano · Espanha | 4:40.15  |
| Revezamento           | |           | |          | |          |
| 4 × 100 m nado livre  | Austrália · Shayna Jack (54.91) · Minna Atherton (55.93) · Gemma Cooney (54.65) · Lucy Elizabeth McJannett (54.38)      | 3:39.87 , | Rússia · Arina Openysheva (55.23) · Mariia Kameneva (54.76) · Daria Mullakaeva (55.42) · Daria S Ustinova (54.50)  | 3:39.91  | Canadá · Penny Oleksiak (55.35) · Rebecca Smith (55.46) · Mary-Sophie Harvey (55.71) · Taylor Ruck (53.74)                            | 3:40.26  |
| 4 × 200 m nado livre  | Austrália · Tamsin Cook (1:58.16) · Lucy Elizabeth McJannett (1:59.68) · Shayna Jack (1:59.76) · Gemma Cooney (1:59.08) | 7:56.68 , | Canadá · Penny Oleksiak (1:59.92) · Rebecca Smith (1:59.41) · Mary-Sophie Harvey (2:01.00) · Taylor Ruck (1:56.71) | 7:57.04  | Rússia · Arina Openysheva (1:58.90) · Daria Mullakaeva (1:59.99) · Valeriia Salamatina (1:59.11) · Anastasiia Kirpichnikova (1:59.58) | 7:57.58  |
| 4 × 100 m nado medley | Rússia · Irina Prikhodko (1:00.77) · Maria Astashkina (1:07.65) · Polina Egorova (58.36) · Mariia Kameneva (54.27)      | 4:01.05 , | Austrália · Minna Atherton (59.61) · Ella Bond (1:09.54) · Gemma Cooney (58.77) · Shayna Jack (54.50)              | 4:02.42  | Japão · Natsumi Sakai (1:01.91) · Runa Imai (1:08.03) · Rikako Ikee (58.07) · Sachi Mochida (55.09)                                   | 4:03.10  |

### Misto
| Evento              | Ouro | Ouro      | Prata | Prata   | Bronze | Bronze  |
| ------------------- | --- | --------- | --- | ------- | --- | ------- |
| 4×100 m nado livre  | Canadá · Javier Acevedo (50.42) · Markus Thormeyer (48.77) · Penny Oleksiak (54.83) · Taylor Ruck (53.69)       | 3:27.71 , | Austrália · Jack Cartwright (50.34) · Kyle Chalmers (48.89) · Lucy Elizabeth McJannett (54.92) · Shayna Jack (54.44) | 3:28.59 | Rússia · Vladislav Kozlov (49.74) · Igor Shadrin (49.58) · Mariia Kameneva (54.77) · Arina Openysheva (54.70)       | 3:28.79 |
| 4×100 m nado medley | Rússia · Irina Prikhodko (1:00.53) · Anton Chupkov (59.74) · Daniil Pakhomov (51.33) · Arina Openysheva (54.25) | 3:45.85 , | Austrália · Minna Atherton (59.87) · Matthew Wilson (1:01.16) · Lucia Lassman (59.56) · Kyle Chalmers (47.68)        | 3:48.27 | Estados Unidos · Michael Taylor (54.72) · Michael Andrew (1:01.07) · Cassidy Bayer (59.43) · Stanzi Moseley (55.02) | 3:50.24 |

## Quadro de medalhas
| Ordem | País           | Medalha de ouro | Medalha de prata | Medalha de bronze | Total |
| ----- | -------------- | --------------- | ---------------- | ----------------- | ----- |
| 1     | Austrália      | 9               | 7                | 3                 | 19    |
| 2     | Rússia         | 7               | 4                | 10                | 21    |
| 3     | Estados Unidos | 6               | 13               | 7                 | 26    |
| 4     | Turquia        | 4               | 0                | 0                 | 4     |
| 5     | Canadá         | 3               | 6                | 3                 | 12    |
| 6     | Japão          | 3               | 1                | 2                 | 6     |
| 7     | China          | 2               | 2                | 1                 | 5     |
| 8     | Itália         | 1               | 2                | 3                 | 6     |
| 9     | Brasil         | 1               | 2                | 1                 | 4     |
| 10    | Reino Unido    | 1               | 1                | 5                 | 7     |
| 11    | Espanha        | 1               | 1                | 3                 | 5     |
| 12    | Lituânia       | 1               | 0                | 1                 | 2     |
| 12    | Nova Zelândia  | 1               | 0                | 1                 | 2     |
| 14    | Roménia        | 1               | 0                | 0                 | 1     |
| 14    | Ucrânia        | 1               | 0                | 0                 | 1     |
| 16    | Suécia         | 0               | 2                | 0                 | 2     |
| 17    | Hungria        | 0               | 1                | 0                 | 1     |
| 18    | Croácia        | 0               | 0                | 1                 | 1     |
| 18    | Egito          | 0               | 0                | 1                 | 1     |
| 18    | Venezuela      | 0               | 0                | 1                 | 1     |
| Total | Total          | 42              | 42               | 43                | 127   |

Legenda
| Recorde mundial       | Recorde mundial (World record)               |                       | Recorde africano                      | Recorde africano (African) |                                           | Q | Classificado por posição (Qualified) |
| Recorde do campeonato | Recorde do campeonato (Championship record)  | Recorde da América    | Recorde da América (Americas)         | q                          | Classificado por melhor tempo (Qualified) |   |                                      |
| Melhor marca do ano   | Melhor marca do ano (World leading)          | Recorde asiático      | Recorde asiático (Asian)              | DNS                        | Não largou (Did not start)                |   |                                      |
| Recorde nacional      | Recorde nacional (National record)           | Recorde europeu       | Recorde europeu (European)            | DNF                        | Não terminou (Did not finish)             |   |                                      |
| Recorde pessoal       | Recorde pessoal do atleta (Personal best)    | Recorde da Oceania    | Recorde da Oceania (Oceania)          | DSQ / DQ                   | Desclassificado (Disqualified)            |   |                                      |
| Recorde da temporada  | Recorde da temporada do atleta (Season best) | Recorde sul-americano | Recorde sul-americano (South America) | NM                         | Sem marca (No mark)                       |   |                                      |